# 张昕 (1957年)
张昕（1957年12月—），江苏启东人，现任苏州市政协副主席、苏州市人大常委、江苏省政协委员。

## 生平
张昕出生于1957年，1982年1月苏州大学数学系毕业。1989年经选拔受国家教委派遣，获文部省奖学金赴日本神户大学研究生院留学两年。2007年-2016年间任江苏省苏州中学校长。2012年被选为苏州市政协副主席。